# 渋谷家
渋谷家（しぶたにけ）は、浄土真宗佛光寺派総本山佛光寺の住職を世襲する華族の男爵家。

## 歴史
佛光寺は建暦2年（1212年）に親鸞によって山城国山科に建立された寺だが、了源の代に後醍醐天皇の勅命により寺基を東山渋谷に移し、光教の代に門跡に補せられた。経範の代の天正14年（1586年）に豊臣秀吉に懇望されて寺基を現在の位置（京都市下京区仏光寺通り）に移した。
明治元年（1868年）に伏見宮邦家親王の第15王子家教が佛光寺住職家に養子に入り、明治5年に華族に列し、この際に渋谷を家名に定めた。明治12年には渋谷家は真宗佛光寺派管長の家に補された。しかし明治17年（1884年）7月の華族令施行の際には授爵されておらず、当初無爵華族となった。
明治21年に家教は生家の伏見宮家に復籍し、その後改めて臣籍降下して清棲伯爵家を興した。そのため家教の長男隆教が渋谷家を継いだ。
「三条家文書」所収寂柳原前光建白書」によれば明治22年12月付け「真宗僧侶華族及沖縄県華族へ授爵建議」の中において、すでに華族位を与えられている者に爵位だけ与えない理由はないこと、無爵華族だと貴族院に議席が持てず、かつ華族戸主であるために衆議院議員にもなれず、被選挙権が不当に制限されている状態であること、ヨーロッパでは貴族が僧侶となり爵位を持つのは珍しくないことなどから僧侶華族にも爵位を与えるべきことを建議している。
しかし僧侶華族の家格を定めるのは難産だった。当初は大僧正の例が連綿とある東西本願寺の両大谷家と、それに次いで歴代当主が4人大僧正に任じられた常磐井家（専修寺住職家）を伯爵、華園家（興正寺住職家）・木辺家（錦織寺住職家）・渋谷家の3家はそれに次ぐ家格として子爵とする案が有力だったが、門徒の信仰面も考慮し、最終的には両大谷家を伯爵家としつつ、それ以外の僧侶華族は一律男爵家とすることになった。渋谷家も明治29年（1896年）5月に淳慈が男爵に叙せられた。